# Patrice Garande

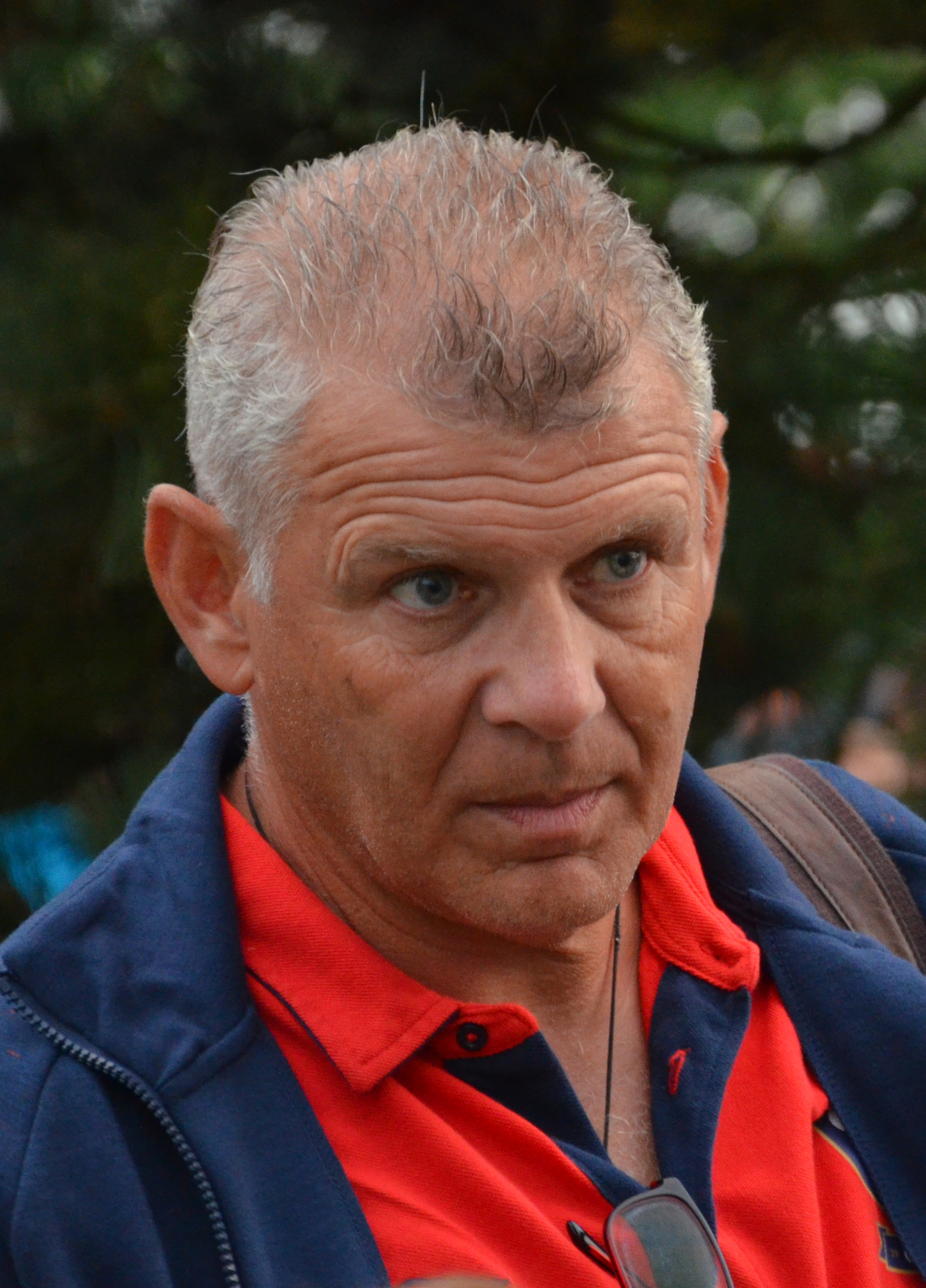
Garande (2016)

Patrice Garande (* 27. November 1960 in Oullins) ist ein französischer Fußballtrainer und ehemaliger -spieler. Sein größter Erfolg als Spieler war der Gewinn der olympischen Goldmedaille 1984.

## Spielerkarriere

### Bei seinen Vereinen
Patrice Garande begann in seiner Geburtsstadt früh mit dem Vereinsfußball. Als 14-Jähriger fand er Aufnahme im Nachwuchszentrum der AS Saint-Étienne, spielte später in deren zweiter Herrenmannschaft und wurde ab 1977 von Trainer Robert Herbin auch bei insgesamt drei Punktspielen in der Erstligaelf der Verts – als „Grüne“ werden Saint-Étiennes Spieler bis in die Gegenwart bezeichnet – eingesetzt. Als er dort angesichts der Konkurrenz bei den offensiven Kräften – zu dieser Zeit vor allem Dominique Rocheteau, Jean-François Larios, Jacques Zimako, Bernard Lacombe und Michel Platini – für sich keine Chance auf einen Stammplatz sah, wechselte er 1979 zum Schweizer A-Nationalligisten CS Chênois, kehrte aber ein Jahr später nach Frankreich zurück. Bei der US Orléans entwickelte sich die Torgefährlichkeit des Stürmers, dem dort in der Saison 1980/81 in 33 Zweitligamatches 20 Treffer gelangen, was ihm 1981 einen Vertrag beim Erstdivisionär AJ Auxerre einbrachte.
In Auxerre erreichte Garande in den folgenden fünf Jahren seine größten Erfolge. So schloss die Elf aus der Bourgogne die Saison 1983/84 als Dritter der Division 1 ab – dies blieb die beste Platzierung in der Meisterschaft während seiner gesamten Karriere –, und er selbst hatte dazu 21 Tore beigetragen. Damit war er zugleich bester Torschütze der ersten Liga geworden, gemeinsam mit Frankreichs erfolgreichstem Torjäger aller Zeiten, Delio Onnis, und mit einem Treffer mehr als sein international erfahrener Sturmpartner bei der AJ Auxerre, Andrzej Szarmach. Außerdem durfte er mit der französischen Auswahlmannschaft nach Saisonende zum olympischen Fußballturnier nach Los Angeles reisen (Genaueres siehe unten). Auch 1985 stand er in der Torschützenliste der Division 1 wieder unter den Besten. Mit der AJA unter ihrem Trainer Guy Roux kam er auch auf europäischer Ebene zum Einsatz, bestritt dabei alle vier Begegnungen seiner Elf (gegen Sporting Lissabon und den AC Mailand) und schoss beim 3:1-Heimsieg über die Italiener im UEFA-Pokal 1985/86 zwei Tore.
1986 wechselte er zum Ligakonkurrenten FC Nantes und kehrte nach einer Saison, in der er verletzungsbedingt lediglich 21 Punktspiele mit nur vier Toren absolviert hatte, zur AS Saint-Étienne zurück. Bei den „Grünen“ war er insbesondere in seiner ersten Saison (1987/88) erfolgreich und belegte hinter Jean-Pierre Papin den zweiten Rang unter allen Torjägern in Frankreich, was ihm auch seine einzige Berufung in die A-Nationalmannschaft einbrachte. Ein Titelgewinn in Meisterschaft oder Pokalwettbewerb war ihm allerdings auch in Saint-Étienne nicht vergönnt. Mit seinem Wechsel zum Zweitligisten Racing Lens (1989) begann eine Serie von einjährigen Engagements, bei denen er auch nur noch gelegentlich die Qualitäten zur Geltung bringen konnte, die ihn zuvor ausgezeichnet hatten. So spielte er ab 1990 noch drei Jahre in der höchsten Liga – bei HSC Montpellier, Le Havre AC und dem FC Sochaux –, stieg aber 1994 mit dem FC Bourges sogar aus der Division 2 ab und beendete seine Karriere 1994/95, wieder bei der US Orléans, in der dritten Liga. In Frankreich hat Patrice Garande es auf insgesamt 315 Spiele mit 97 Treffern in der höchsten sowie 74 Spiele und 35 Tore in der zweithöchsten Liga gebracht.

#### Vereinsstationen
- 1967–bis 1975: CASC Oullins (als Kind und Jugendlicher)
- 1975–1979: AS Saint-Étienne (hauptsächlich in Jugend- und zweiter Mannschaft)
- 1979/80: CS Chênois
- 1980/81: US Orléans (in D2)
- 1981–1986 AJ Auxerre
- 1986/87 FC Nantes
- 1987–1989: AS Saint-Étienne
- 1989/90: Racing Lens (in D2)
- 1990/91: HSC Montpellier
- 1991/92: Le Havre AC
- 1992/93: FC Sochaux
- 1993/94: FC Bourges (in D2)
- 1994/95: US Orléans (in D3)

### In der Nationalmannschaft
Als 23-Jähriger nahm Patrice Garande mit der Amateurnationalmannschaft am olympischen Fußballturnier in den USA teil. Dort erzielte er im 2:2 ausgegangenen, ersten Vorrundenspiel gegen die Auswahl Katars einen Treffer, fehlte aber anschließend sowohl gegen Norwegen als auch gegen Chile. Im 2:0 gewonnenen Viertelfinalspiel gegen Ägypten wurde er eingewechselt, nicht jedoch beim 4:2-Sieg nach Verlängerung über Jugoslawien. Beim 2:0-Endspielsieg gegen Brasilien aber ersetzte er gut zehn Minuten vor Abpfiff François Brisson und erhielt nach dem Schlusspfiff eine der Goldmedaillen umgehängt.
Fast vier Jahre nach diesem Erfolg, im April 1988, kam er zu seinem einzigen Einsatz in der französischen A-Nationalmannschaft, als ihn Trainer Henri Michel beim torlosen Unentschieden in Nordirland sogar in der Startformation berücksichtigte. 83 Spielminuten später, nach seiner Auswechslung gegen Philippe Fargeon, endete seine Karriere bei den Bleus bereits wieder.

## Palmarès als Spieler

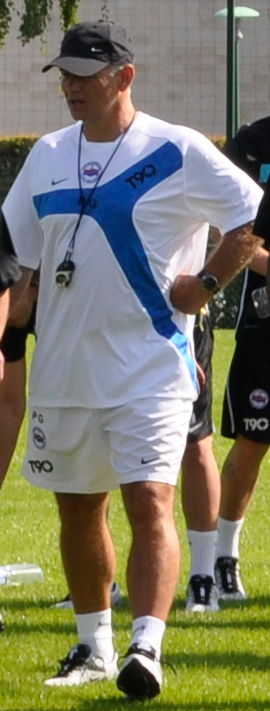
Garande 2011 als Co-Trainer von Caen

- Bester Torschütze der Division 1: 1983/84 (und 2. 1987/88)
- 1 A-Länderspiel für Frankreich, kein Treffer
- Olympiasieger: 1984

## Trainerlaufbahn
Nach Beendigung seiner Zeit als Spieler wechselte Patrice Garande auf die andere Seite der Außenlinie. Von 1995 bis 1998 arbeitete er als Assistenztrainer bei SM Caen; 1998 verlängerte der Verein seinen Vertrag nicht. Ein halbes Jahr darauf, im Januar 1999, fand er jedoch einen neuen Arbeitgeber in der Region; bei der AS Cherbourg wurde er zum hauptverantwortlichen Trainer der in der höchsten Amateurklasse spielenden Mannschaft, und diese Funktion behielt er bis 2004 inne. Parallel dazu vervollständigte er seine Qualifikation. 2005 kehrte er zu SM Caen zurück, wo er anfangs ebenfalls für die Amateurmannschaften zuständig war. 2009 wurde er als Nachfolger von Patrick Parizon zum Assistenten von Chefcoach Franck Dumas bei der Profielf des Klubs befördert. Im Sommer 2012 löste er Dumas dann ab und führte die Mannschaft 2014 in die erste Liga. Nach der Saison 2017/18 verließ er den Verein. Seit Mitte 2020 war er Cheftrainer des FC Toulouse. Dort wurde er Anfang Juni 2021, nachdem der Verein den Aufstieg verpasst hatte, entlassen.